# Мери Ан Шафър
Мери Ан Шафър (на английски: Mary Ann Shaffer) е американска библиотекарка и писателка, съавторка на историческия роман „Клуб на любителите на книги и пай от картофени обелки от остров Гърнзи“.

## Биография
Родена е в Мартинсбърг, Западна Вирджиния, САЩ на 13 декември 1934 г. Има по-голяма сестра Синтия. Израстват в Ромни. През 1956 г. се омъжва за Карл Ричард Шафър, с когото през през 1958 г. се премества в Калифорния. Имат 2 дъщери – Морган и Лиз.
Работи в библиотеките на Сан Рафаел, Ларкспър и Сан Анселмо, както и в издателството „Харпър и Роу“, където е редактор.
През 1976 г. посещава остров Гърнзи, където попада на книга за него. Вдъхновена от пътуването и книгата, започва да проучва и събира спомени на хора, преживели Втората световна война на острова. Разболява се от рак и моли племенницата си Ани Бароуз за довършването на книгата.
Романът „Клуб на любителите на книги и пай от картофени обелки от остров Гърнзи“ е публикуван 6 месеца след смъртта ѝ през 2008 г. Той описва събитията на Гърнзи по време на германската окупация и обществото на местните граждани, които не са сломени от войната. Книгата става международен бестселър и е публикувана в над 30 страни по света. През 2018 г. романът е екранизиран в едноименния филм с участието на Лили Джеймс, Глен Пауъл и Матю Гууд.
Мери Ан Шафър умира на 16 февруари 2008 г. в Сан Анселмо.

## Произведения

### Самостоятелни романи
- The Guernsey Literary and Potato Peel Pie Society (2008) – с Ани Бароуз
Клуб на любителите на книги и пай от картофени обелки от остров Гърнзи, изд.: ИК „Колибри“, София (2013), прев. Анелия Николова

### Екранизации
- 2018 The Guernsey Literary and Potato Peel Pie Society